# 中润资源
中润资源投资股份有限公司 （深交所：000506）是中国深圳证券交易所的一家上市公司，主营业务范围为房地产开发与经营业。
2011年，该公司主营业务收入为1327075529.97元，公司净利润为223211139.00元，公司总资产为5995898787.90元。